# 栋文
栋文，镶黄旗人，是一名清朝政治人物。
栋文曾于1771年接替刘垿任松江府知府一职，1772年由韩锡胙接任。